# Helen Daniels
Helen Simpson-Daniels (apellido de soltera: Simpson, previamente White), es un personaje ficticio de la serie de televisión australiana Neighbours, interpretada por la actriz Anne Haddy del 18 de marzo de 1985 hasta el 17 de octubre de 1997.

## Antecedentes
A los 17 años Helen se casó por primera vez en 1939 con William "Bill" Daniels, la pareja estuvo junta por más de 30 años, tuvieron una hija biológica Anne y adoptaron a otra Rosemary Daniels, el matrimonio terminó en 1969 cuando Bill murió. Años después Helen quedó devastada cuando descubrió que Bill había tenido una aventura con su mejor amiga, Grace.
Su hija Anne se casó con Jim Robinson y la pareja tuvo cuatro hijos, Paul, Scott, Julie y Lucy. Después de que Anne muriera dando a luz a Lucy, Helen decide mudarse a Erinsborough con Jim para ayudarlo a criar a sus nietos.

## Biografía
En 1991 Helen se casó con Michael Daniels, el primo de Bill sin embargo este fue anulado cuando Helen descubrió que Michael era bígamo.
La actriz Anne Haddy quien interpretó a Helen Daniels por casi 13 años murió el 6 de junio de 1999 a los 71 años en Melbourne, Victoria, Australia.